# فريد حازم
فريد حازم (بالفرنسية: Farid Hazem)‏ (19 يونيو 1986 بمونتروي في فرنسا - ) هو لاعب كرة قدم فرنسي في مركز الدفاع. لعب مع باريس سان جيرمان ونادي النجم الأحمر سانت أوين ونادي باو ونادي تشاتيليراولت ونادي غانغون ونادي مارتيغ.

## وصلات خارجية
- فريد حازم على موقع قاعدة بيانات كرة القدم.إي يو (الإنجليزية)
- فريد حازم على موقع ليكيب (الفرنسية)